# Mangazeja
Mangazeja (Russisch: Мангазея) was een 17e-eeuwse stad aan de Taz in Rusland. Het werd in 1600 gesticht door een groep Kozakken, die de Ob afzakten vanaf Tobolsk. Russische handelaren ontwikkelden een zeeroute van Archangelsk naar Mangazeja.
In de volgende jaren groeide Mangazeja snel uit tot een belangrijk handelsknooppunt. Grote hoeveelheden pelzen en walrus- en mammoetivoor, alsook producten uit Centraal-Azië werden naar West-Europa verscheept.
Angst voor westerse handelaren, en meer nog voor westers kolonialisme, bracht de Russische staat aan het begin van de regering van tsaar Michaël I in 1619 tot een extreem besluit: het gebruik van de zeeroute naar Mangazeja werd verboden - niet alleen voor westerlingen, maar ook voor Russen, zodat zij deze niet konden verraden. Hierna raakte de stad snel in verval. In 1643 werd haar rol als regionaal bestuurscentrum overgenomen door Starotoeroechansk (Nieuw-Mangazeja) en in 1678 werd de stad vernietigd.